# Seksuele onthouding
Seksuele onthouding is het geheel nalaten van seksuele handelingen. Hieronder valt seks met een partner, maar ook onder meer masturbatie. Het gaat erom dat de persoon die zich onthoudt geheelonthouding pleegt op dit gebied.
Seksuele onthouding wordt als voorbehoedsmiddel gebruikt en om overdracht van seksueel overdraagbare aandoeningen te voorkomen. Bij juist gebruik is deze methode volledig betrouwbaar, maar onjuist gebruik kan zeer problematisch zijn. Het afzweren van vaginale geslachtsgemeenschap kan leiden tot het vaker bedrijven van orale seks of gevaarlijker activiteiten zoals anale seks.

## Celibaat en ascese
Seksuele onthouding is iets anders dan het celibaat of ascese. Het celibaat drukt een bewuste keuze voor een ongehuwde staat uit, waarbij  ook sprake is van onthouding van seksuele handelingen. Los van het celibaat kan men voor onthouding van seksualiteit kiezen. Ascese is iets anders dan celibaat. Hierbij gaat het om het beteugelen van de eigen hartstochten en begeerten. Dit kan betrekking hebben op het seksuele, maar het kan ook gaan om soberheid met betrekking tot andere lusten zoals eten en drinken. Vaak wordt er dan gekozen voor beperkingen en niet voor geheelonthouding. Drinken mag dan bijvoorbeeld wel, als het maar water is. Ascese kan bovendien gepaard gaan met bijvoorbeeld zelfkastijding. Een combinatie van alles is ook mogelijk.

## Religie
In bepaalde religies worden los van elkaar seksuele onthouding, celibaat en ascese beoefend. Vaak worden deze ook onlosmakelijk met elkaar verbonden. Zo is het in bepaalde christelijke kringen geboden jezelf seksueel te onthouden als je ongehuwd bent, al dan niet wegens priesterschap. Ook worden (andere) vormen van ascese aangemoedigd, zoals de onthouding van eten en drinken gedurende een bepaalde periode. Dit noemt men dan vasten.

### Hindoeïsme
Volgens het hindoeïsme leidt seksuele onthouding tot macht. Of het nu bewust of onbewust gebeurt, met goede of slechte bedoelingen, dat maakt niet uit. In de Mahabharata doet Devavrata een eed van totale seksuele onthouding uit liefde voor zijn vader. Hij verkrijgt dan de macht het moment van zijn dood zelf te kiezen. Na zijn eed is hij bekend onder de naam Bhisma (hij van die verschrikkelijke eed). 
Wanneer iemand vanwege seksuele onthouding te machtig dreigt te worden, voelt Indra zich bedreigd. Hij stuurt dan een of meerdere verleidelijke apsara's op hem af. Na het breken van de seksuele onthouding is de opgebouwde macht gebroken. 
Bij Arjuna was dat niet gelukt en hij verkreeg van Shiva het machtige wapen Pashupatastra. 
Bij Sharadvan was het wel gelukt door de apsara Janapadi. Ze verleidde hem op verschillende manieren tot hij de controle over zichzelf verloor. Zijn sperma viel op het onkruid langs een weg. Daaruit ontstond een tweeling Kripa en Kripi. Kripa werd hogepriester aan het hof in Hastinapura. Kripi huwde de machtige krijgsman en brahmaan Drona. 